# Tethysbaena coqui
Tethysbaena coqui är en kräftdjursart som beskrevs av H. P. Wagner 1994. Tethysbaena coqui ingår i släktet Tethysbaena och familjen Monodellidae. Inga underarter finns listade i Catalogue of Life.